# Planet Energy/2009
Deze pagina geeft een overzicht van de Planet Energy-wielerploeg in 2009.

## Algemeen
Manager: Josée Larocque
Ploegleider(s): Steve Bauer, Josée Larocque
Fiets: Argon 18

## Renners
| Naam                         | Geboortedatum | Nationaliteit | Ploeg 2008                        |
| ---------------------------- | ------------- | ------------- | --------------------------------- |
| Mark Batty                   | 07-12-1986    | Canada        |                                   |
| Eric Boily                   | 19-06-1987    | Canada        | geen                              |
| Joël Dion-Poitras            | 26-01-1990    | Canada        |                                   |
| Martin Gilbert               | 30-10-1982    | Canada        | Kelly Benefit Strategies-Medifast |
| Andrew Hunt                  | 10-05-1988    | Canada        |                                   |
| Keven Lacombe                | 12-07-1985    | Canada        | Kelly Benefit Strategies-Medifast |
| Bruno Langlois               | 01-03-1979    | Canada        | geen                              |
| Kevin Buck Miller            | 07-10-1982    | Canada        |                                   |
| François Parisien            | 27-04-1982    | Canada        | Symmetrics Cycling Team (tot 1-6) |
| Keir Plaice                  | 29-12-1988    | Canada        |                                   |
| Andrew Randell               | 04-07-1974    | Canada        | Symmetrics Cycling Team           |
| Ryan Roth                    | 10-01-1983    | Canada        |                                   |
| Charly Vives                 | 10-09-1986    | Canada        | Calyon Pro Cycling Team           |
| Maxime Vives                 | 25-06-1984    | Canada        | Calyon Pro Cycling Team           |
| Stagiair(s)                  | Stagiair(s)   | Stagiair(s)   | Ploeg 2009                        |
| Guillaume Boivin (vanaf 1-8) | 25-09-1989    | Canada        | geen                              |

## Overwinningen
Ronde van Cuba
1e etappe: Keven Lacombe
4e etappe: Martin Gilbert
7e etappe deel A (ITT): François Parisien
9e etappe deel A: Keven Lacombe
9e etappe deel B: Keven Lacombe
10e etappe: Keven Lacombe
Ronde van Missouri
7e etappe: Martin Gilbert
2008 · 2009 · 2010 · 2011 · 2012